# Случай из жизни
«Случай из жизни» — рассказ Владимира Набокова, относящийся к русскому периоду его творчества. Был написан и опубликован (под псевдонимом В. Сирин) в 1935 году, вошёл в состав сборника «Соглядатай» (Париж, 1938).

## Сюжет и история текста
Повествование в «Случае из жизни» ведётся от лица женщины (это единственный такой случай в творчестве Набокова). Героиня рассказывает, как её знакомый, некто Павел Романович, тяжело переживая распад брака, использовал её, чтобы назначить встречу жене в пивной. Когда жена пришла, Павел Романович попытался её застрелить, но только ранил в плечо и был обезврежен официантом.
«Случай из жизни» был написан в начале сентября 1935 года и увидел свет в русской эмигрантской газете «Последние новости», выходившей в Париже, 22 сентября того же года. В 1938 году автор включил рассказ в сборник «Соглядатай», в 1976 году опубликовал его перевод на английский язык в составе сборника Details of a Sunset and Other Stories («Детали рассвета и другие рассказы»). Во втором случае он сопроводил «Случай из жизни» комментарием: «Итак, сэр, какую цель Вы преследовали, сочиняя эту историю сорок лет назад? Просто записало перо…; но я никогда не думал о каких-то „целях“, сочиняя рассказы — для себя, для жены и еще полудюжины дорогих уже ушедших друзей, которые им радовались».
Биограф Набокова Брайан Бойд увидел в «Случае из жизни» за «намеренно-будничным, газетным тоном» «веру писателя в непреходящую ценность духа». Скептическое отношение Набокова к «женской» прозе проявилось в излишней вычурности отдельных выражений.